# Scope (bilan carbone)
Pour les articles homonymes, voir scope.

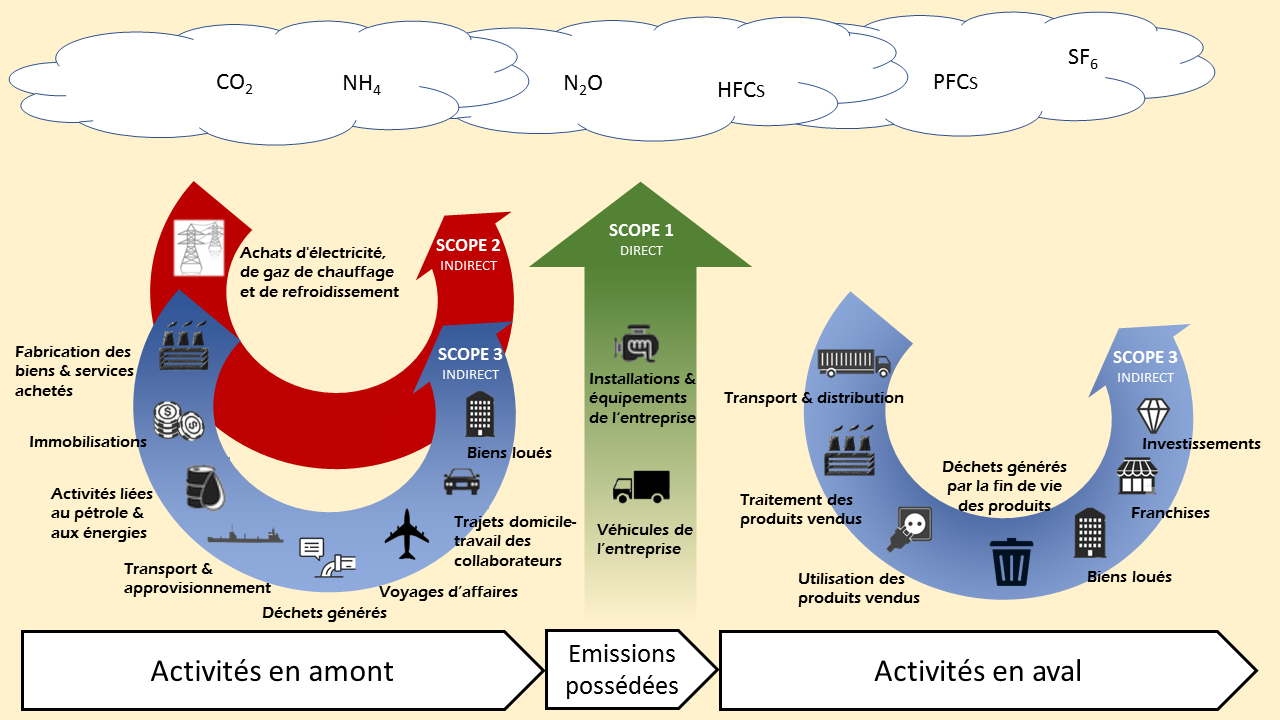
Les scopes d'émissions de gaz à effet de serre durant un processus de transformation.

Le scope (en français le périmètre) est une catégorie d'émissions de gaz à effet de serre dans le bilan carbone d'une activité humaine, déterminée par la nature des émissions : le scope 1 recouvre les émissions de l'activité elle-même, le scope 2 correspond aux émissions indirectes liées à l’énergie et le scope 3 à tous les autres processus induits, en amont ou en aval.
Ces indicateurs, en particulier le scope 3, permettent de prendre en compte les émissions sur l'ensemble de la chaîne de valeur d'un produit ou d'une activité, et pas seulement celles liées au processus de production. Ce dernier indicateur peut cependant être assez complexe à calculer et à intégrer dans un comparatif ; plusieurs méthodologies visent à harmoniser ce calcul pour éviter que les entreprises n'en excluent arbitrairement des émissions. De fait, aujourd'hui, beaucoup d'organisations minimisent leurs émissions sur ce périmètre et ne communiquent que sur leurs scopes 1 et 2 pour se déclarer « neutre en carbone », ce qui relève de l'éco-blanchiment.
Les scopes ont été définis entre 1998 et 2011 selon une méthode élaborée au cours du Greenhouse Gas Protocol, qui est aujourd'hui la plus utilisée.

## Définition
Les scopes correspondent à des familles de périmètres d'activité. Ils servent à catégoriser les émissions de gaz à effet de serre de l'activité d'une organisation, ainsi que des processus et organisations qui sont liés à cette activité. Les critères de ces catégories sont définis par le lieu physique où l'émission est effectuée, par la place du processus considéré dans la chaîne globale et par l'entité qui génère les émissions. Le scope 1 recouvre l'activité proprement dite, le scope 2 correspond aux émissions indirectes liées à l’énergie, enfin le scope 3 recouvre toutes les émissions indirectes significatives,.

## Historique
Les trois scopes ont été créés selon une méthode élaborée au cours du Greenhouse Gas Protocol entre 1998 et 2011. Le scope 3, dernier ajouté, correspond aux émissions indirectes potentielles d'une activité,.

## Trois catégories

### Scope 1
Le scope 1 correspond aux émissions directes engendrées par une activité. Il peut être subdivisé en cinq catégories :
| Postes d'émissions                                        | Détails |
| --------------------------------------------------------- | --- |
| Émissions directes des sources fixes de combustion        | Il s'agit des émissions directes produites par des sources fixes de combustion impliquées dans le processus considéré. |
| Émissions directes des sources mobiles à moteur thermique | Ce sont les émissions liées à la flotte de véhicules de l'organisation étudiée.                                        |
| Émissions directes des procédés hors énergie              | Elles correspondent aux émissions liées au procédé, hors combustion d'énergies.                                        |
| Émissions directes fugitives                              | Ces émissions correspondent aux fuites et aux effluents produits par les intrants, ou le bétail par exemple.           |
| Émissions issues de la biomasse (sols et forêts)          | Il s'agit des émissions de la biomasse impliquée dans le processus.                                                    |

### Scope 2
Le scope 2 correspond aux émissions énergétiques indirectes : celles qui ne correspondent pas au processus lui-même, mais qui sont indispensables au fonctionnement de l'organisation :
| Postes d'émissions                                                       | Détails |
| ------------------------------------------------------------------------ | --- |
| Émissions indirectes liées à la consommation d'électricité               | Ce sont les émissions indirectes permettant l'alimentation en électricité de l'organisation considérée.              |
| Émissions indirectes liées à la consommation de vapeur, chaleur ou froid | Ce sont les émissions indirectes permettant l'alimentation de l'organisation considérée en chaleur, froid ou vapeur. |

### Scope 3
Le scope 3 est beaucoup plus large que les scope 1 et 2, puisqu'il correspond à toutes les émissions non incluses dans le scope des émissions directes et des émissions liées à l’énergie. Il est subdivisé en activités « amont » et « aval », :
| Postes d'émissions                    | Détails |
| ------------------------------------- | --- |
| Énergie amont                         | Toutes les autres émissions énergétiques non incluses dans les scopes 1 et 2. |
| Achats de produits et services        | Ce sont les émissions relatives à la fabrication d'un produit ou service acheté. Parmi elles sont notamment comptabilisés l'extraction, le transport, le raffinage ou le traitement et la distribution de combustible nécessaire à la fabrication du produit ou service. |
| Amortissement                         | Ce poste correspond à l'amortissement des machines, du parc matériel et informatique, du mobilier, etc. |
| Actif de location amont               | Ce sont les émissions produites par des biens loués qui ne sont pas comprises dans les émissions directes. |
| Déplacements professionnels           | Ce poste correspond aux émissions dues aux distances parcourues dans le cadre de l'activité professionnelle. |
| Transport de marchandises amont       | Ces émissions correspondent aux distances parcourues par les véhicules contrôlés par l'organisation, en fonction des carburants. |
| Investissements                       | Cette rubrique catégorise les émissions provenant d'organisations tierces du fait de l'acquisition de titres financiers. |
| Transports de visiteurs et de clients | Ce sont les émissions dues à des déplacements de visiteurs et de clients, en fonction de la distance et des carburants. |

| Postes d'émissions               | Détails |
| -------------------------------- | --- |
| Transport de marchandises aval   | Ces émissions correspondent aux distances parcourues par les véhicules contrôlés par l'organisation, en fonction des carburants. |
| Déchets                          | Cette rubrique catégorise les émissions liées aux déchets du processus et de l'organisation. |
| Fin de vie des produits vendus   | Ces émissions sont fonction du choix de traitement de ces déchets. |
| Utilisations des produits vendus | Ces émissions sont fonction de la durée de vie des produits vendus. |
| Franchise aval                   | Ce poste comptabilise les émissions des franchisés en aval du processus. Y sont comptabilisés notamment la taille du franchisé, sa localisation géographique, sa fonctionnalité et les types de produits vendus, ainsi que l'accessibilité des sites de franchises.                              |
| Location aval                    | Cette dernière catégorie comptabilise toutes les émissions provenant de l’exploitation d’actifs détenus par l'organisation ; elle dépend du type d'actif loué, de l'amortissement de cet actif, de la technologie utilisée, de la période d'utilisation ainsi que de l'emplacement géographique. |

## Limites de la méthode
Le scope 3 est un indicateur plus récent que les deux autres. Son périmètre est beaucoup plus vaste, plus difficile à calculer et à comparer. Beaucoup d'organisations minimisent leurs émissions sur ce périmètre et ne communiquent que sur leurs scopes 1 et 2 pour se déclarer « neutre en carbone », ce qui relève de l'éco-blanchiment.
D'autre part, certaines activités ne permettent pas l'application des émissions des scopes 2 et 3. Dans d'autres cas, les scopes 3 sont mesurables mais leur intégration à un processus n'est pas pertinente, car elles sont déjà liées à un autre processus. Par exemple, toutes les familles d'activités liées au traitement des effluents pollués d'une ville ne comportent pas de scope 2 applicable, et parfois pas non plus de scope 3.

## Projet descope4
Depuis 2013, certains acteurs économiques souhaitent le développement d'un « scope 4 », correspondant aux émissions évitées. Les émissions couvertes par ce scope sont celles « évitées par l'usage d'un produit utilisé en substitution à d'autres biens ou services, remplissant les mêmes fonctions mais ayant une intensité carbone moindre »,. Ces émissions évitées figurent notamment, en France, dans les recommandations de l'Agence de l'environnement et de la maîtrise de l'énergie, et en Europe dans celles de l'European Financial Reporting Advisory Group.
Certaines entreprises souhaitent intégrer un indicateur qui prenne en compte les impacts carbone négatifs afin de valoriser leur action. C'est notamment le cas d'acteurs de la filière du recyclage comme Veolia et de fabricants de détergents à basse température, de pneus permettant des économies de carburant, ou d'équipements de vidéoconférence. Trois catégories d'émissions sont identifiées. La première rassemble des émissions moindres qu'une situation de référence, du fait de l'adoption d'une solution moins émissive. La seconde comptabilise les émissions émises par les entreprises tierces dans lesquelles l'entreprise comptabilisée investit. La dernière regroupe des évitements d'émissions dus à des investissements effectués en-dehors de la chaîne de valeur de l'entreprise.